# Néstor Kirchner
Pour les articles homonymes, voir Kirchner.
Néstor Kirchner, né Néstor Carlos Kirchner Ostoić le 25 février 1950 à Río Gallegos et mort le 27 octobre 2010 à El Calafate, est un homme d'État argentin. 
Ancien gouverneur de la province de Santa Cruz (Patagonie), considéré comme étant un péroniste de gauche, il est président de la Nation argentine du 25 mai 2003 au 10 décembre 2007. Prenant ses fonctions pendant la crise économique argentine, il renégocie la dette publique, nationalise certaines entreprises stratégiques et crée d'importants programmes sociaux. Lors de son mandat, la pauvreté est divisée par deux. Il permet l'ouverture de procès sur les crimes commis pendant la dictature, mettant fin à vingt ans d’impunité. Son épouse Cristina Fernández lui succède en 2007.
Il est par la suite président du Parti justicialiste, député élu dans la province de Buenos Aires et secrétaire général de l'Union des nations sud-américaines, qu'il a contribué à fonder en 2004.

## Débuts
Néstor Carlos Kirchner est né à Río Gallegos, capitale de la province de Santa Cruz, en Patagonie. Son père, Néstor Carlos Kirchner Cšnning, d'origine suisse, était facteur ; sa mère, María Juana Ostoić Dragnić, née à Punta Arenas au Chili, est issue d'une famille croate (Ostoić). Il souffre de strabisme et obtient son diplôme du bachillerato (le baccalauréat argentin) au Colegio nacional República de Guatemala.
Pendant son adolescence, Néstor Kirchner milite activement au Parti justicialiste (PJ), d'obédience péroniste. Il est d'abord membre de la Jeunesse péroniste (JP), très opposé à la dictature de la Révolution argentine puis soutien du président péroniste de gauche Hector José Campora. Pendant les années 1970, il étudie le droit à l'université nationale de La Plata, et obtient son diplôme en 1976. À La Plata, il fait connaissance de Cristina Fernández, qu'il épousera le 9 mars 1975. Après avoir obtenu son diplôme d'avocat, il retourne à Río Gallegos avec Cristina, elle aussi avocate et membre du Parti justicialiste. Le 6 janvier 1976, sous la présidence d'Isabel Martínez de Perón, ils sont mis tous les deux en détention arbitraire pendant un mois à Río Gallegos. Ils seront finalement libérés grâce à des contacts auprès des militaires.
Après le coup d'État de mars 1976, bien que s'étant mis en retrait de la vie politique, il est de nouveau arrêté, en 1977, par la junte de Jorge Rafael Videla et détenu deux jours avec le député Rafael Flores.

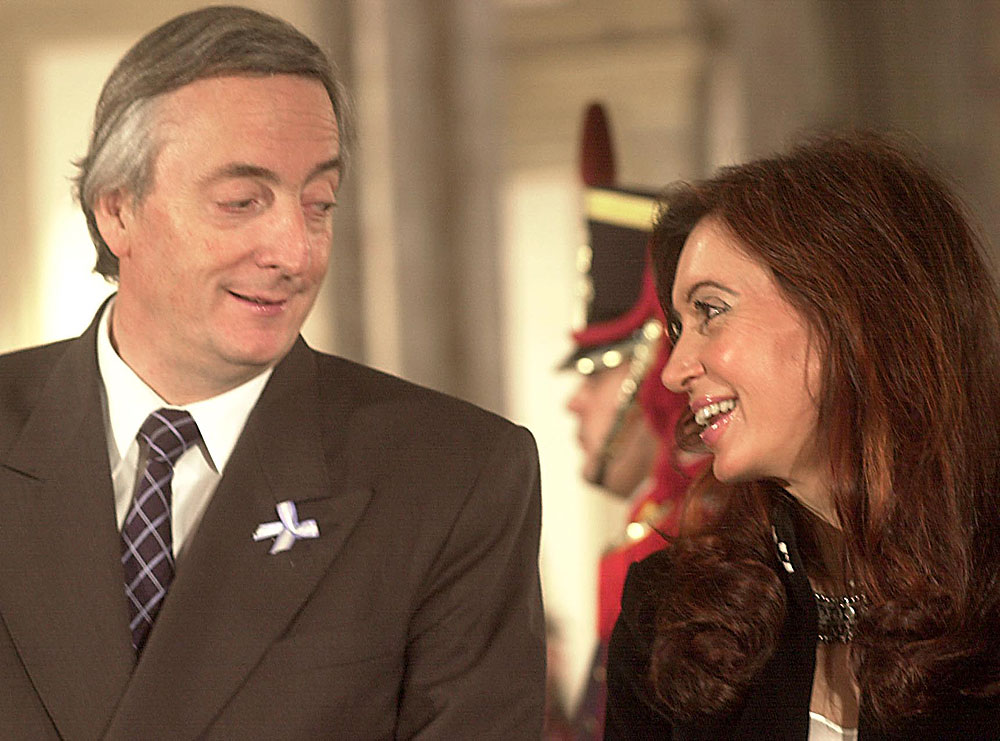
Néstor Kirchner et son épouse Cristina Fernández en mai 2004.

Après la transition démocratique initiée en 1983, Néstor Kirchner est nommé à un poste politique auprès du gouvernement de la province de Santa Cruz. Puis il dirige le Fonds municipal d'aide aux pauvres de Río Gallegos, mais il doit renoncer peu après en raison de différends avec le gouverneur, Arturo Puricelli (en), dus à des points de vue divergents sur certaines mesures économiques. C'est après cet évènement que Néstor Kirchner devient une célébrité locale et commence sa carrière politique.
En 1987, Kirchner devient maire de Río Gallegos, à l'issue d'une élection très disputée qu'il ne remporte que d'une centaine de voix. Après un mandat sans histoire qui le lance dans la course pour le poste de gouverneur, il gagne avec 61 % des suffrages les élections de 1991 au poste de gouverneur. Quant à son épouse, elle est déjà membre du congrès provincial.

## Gouverneur de Santa Cruz
Au moment de son accession au poste de gouverneur, la province de Santa Cruz, secouée par la crise économique argentine, connaît un taux de chômage élevé et un déficit d'environ 950 millions d'euros[réf. nécessaire]. Malgré d'importantes ressources en pétrole et en gaz, elle ne représente alors que 1 % du produit national brut de l'Argentine[réf. nécessaire].
Il fait venir des investissements tant nationaux qu'étrangers et crée des postes de fonctionnaires (Santa Cruz devient une des provinces ayant le plus fort taux d'emploi public). Les revenus du pétrole et du gaz aident à remettre les comptes provinciaux en ordre.
Néstor Kirchner émerge au niveau national comme étant un péroniste de centre-gauche. Il critique les mesures néolibérales de l'administration Menem et l'appareil bureaucratique du parti péroniste. De plus, il condamne vigoureusement l'amnistie présidentielle ordonnée par Carlos Menem en 1990 au profit des responsables de la dictature militaire (1976-1983).
Kirchner modifie deux fois la Constitution provinciale, en 1994 et 1998, permettant la réélection indéfinie du gouverneur. En 1994, il participe, à Paraná, au Congrès constitutionnel qui modifie la Constitution nationale et permet à Menem de se présenter aux élections présidentielles une deuxième fois.
En 1998, Carlos Menem essaie, en vain, de se présenter une fois encore aux élections, en s'appuyant sur une interprétation controversée de la Constitution ; cette tentative suscite des réactions hostiles jusque dans son propre camp. C'est ainsi que Néstor Kirchner fait la connaissance d'Eduardo Duhalde, gouverneur péroniste de Buenos Aires et chef de file du mouvement anti-Menem au sein du PJ. Duhalde deviendra lui-même président en 2002, après la démission de Fernando de la Rúa et d'Adolfo Rodríguez Saá, ce dernier n'étant resté chef de l'État que pendant une semaine.
En 2003, Duhalde annonce qu'il soutiendra le Front pour la victoire de Kirchner lors de l'élection présidentielle du 27 avril. Au premier tour du scrutin, Carlos Menem est en tête avec 24 % des voix malgré sa faible cote de popularité ; Néstor Kirchner obtient quant à lui 22 % des suffrages. Les sondages donnant ce dernier largement gagnant, Carlos Menem décide de retirer sa candidature avant le second tour, ce qui permet à Néstor Kirchner d'accéder à la présidence et à Daniel Scioli de devenir son vice-président,.

## Président de la Nation argentine

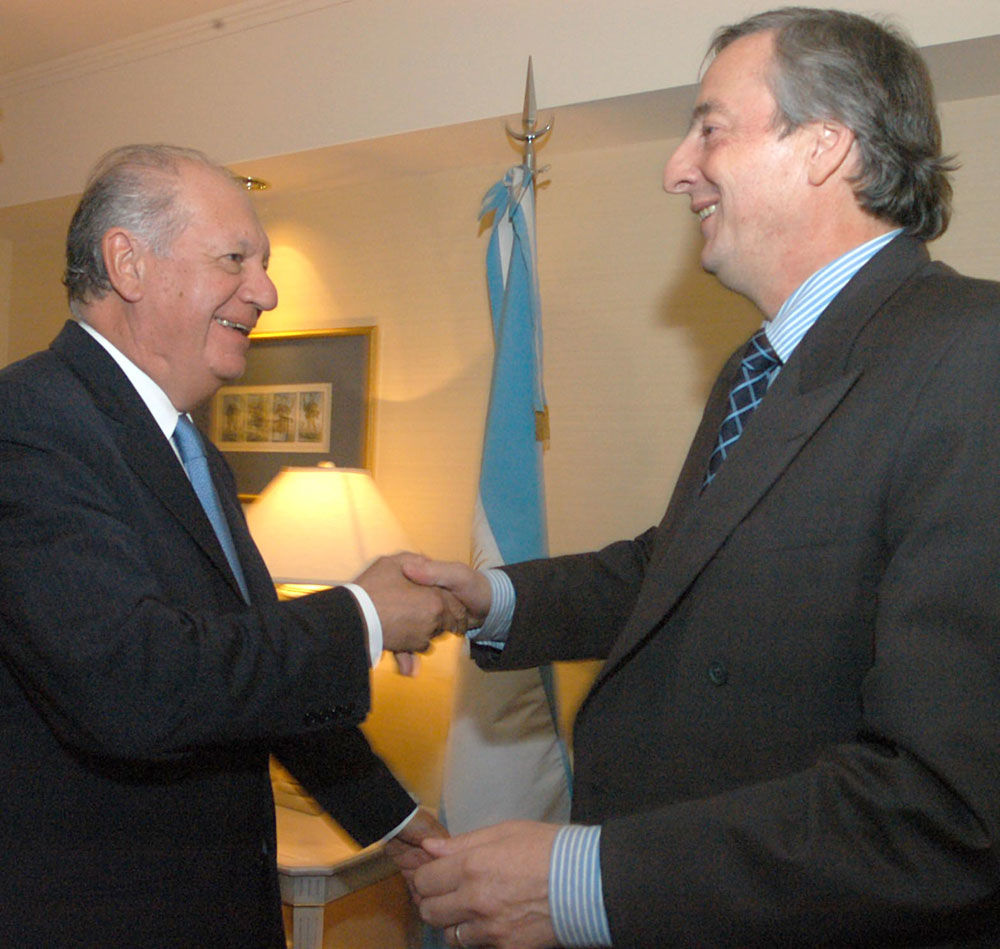
Le président chilien Ricardo Lagos et Néstor Kirchner, en juillet 2004.

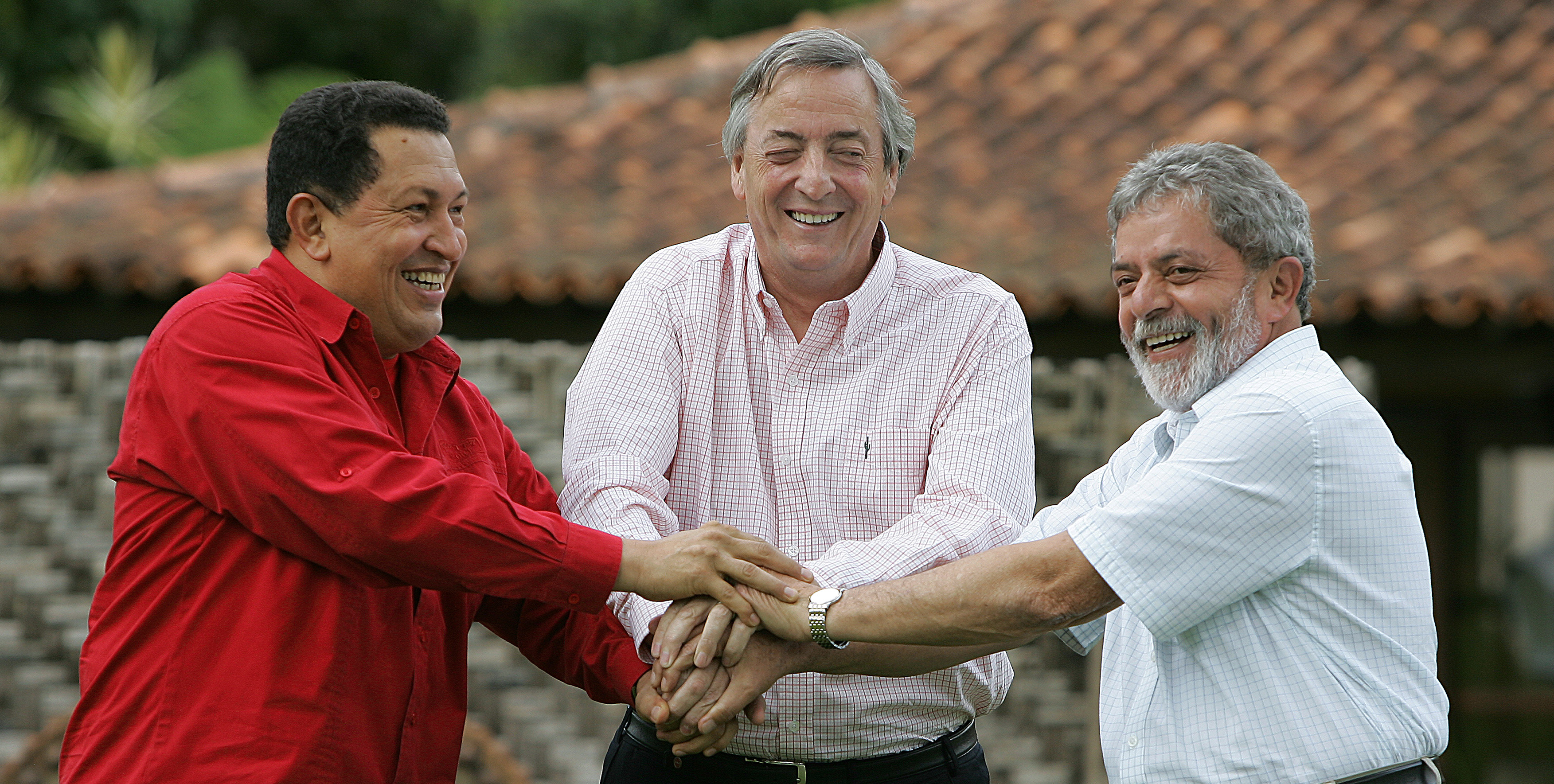
Hugo Chávez, Néstor Kirchner et Luiz Inácio Lula da Silva, en janvier 2006.

Néstor Kirchner prête serment le 25 mai 2003, au moment où l'Argentine sort de la pire crise économique de son histoire : une monnaie dévaluée d'environ 75 % vis-à-vis du dollar et la cessation de paiement de la dette publique la plus importante de l'histoire mondiale. Le taux de chômage atteint 17 % lorsqu'il prend son mandat, et il réussira à le faire baisser à moins de 10 %.

### Politique économique: relance et renégociation de la dette
Kirchner décide de garder en poste le ministre de l'Économie d'Eduardo Duhalde (PJ), Roberto Lavagna, qui réussit à manœuvrer d'une façon remarquable et parvient à sortir le pays de la crise économique. Après avoir prêté serment, il modifie la composition de la Cour suprême de justice, accusée d'être trop ménémiste, et contribue largement à son indépendance, quitte à ce que des conflits éclatent par la suite entre Cristina Kirchner et celle-ci.
Kirchner et Lavagna réussissent, en février 2005, à renégocier la dette publique argentine, achevant ainsi un processus qui durait depuis plus de trois ans. Le bilan inclut une réduction d'environ 70 % des 82 milliards de dollars de la dette argentine, une conversion de cette dette en bons du Trésor et un échelonnement des remboursements sur quarante-deux ans. Malgré l'opposition de leurs partenaires (notamment l'Italie), ils réussissent à imposer cet accord grâce à un soutien massif de la population.
La popularité de Kirchner est largement due au redémarrage de l'économie, fruit de la dévaluation, donc d'un taux de change favorable aux exportations et à la baisse des importations, et à sa politique sociale. Il finance ainsi d'importants programmes sociaux grâce aux taxes importantes sur l'exportation, les produits exportés, notamment le soja, restants compétitifs en raison de la dévaluation du peso. Le taux de pauvreté diminue ainsi de moitié en quatre ans. Durant les quatre ans de son mandat, il passe de plus de 47 % à 16 %.
Néstor Kirchner se distingue par son opposition au néolibéralisme en appelant la population au boycott de la compagnie pétrolière Shell, qui avait augmenté ses tarifs. Il s'est opposé à l'ALCA, un vaste accord de libre-échange impulsé par le gouvernement américain. L'Argentine ayant signé le protocole de Kyoto, il annonce en 2005 la création du Fonds argentin du carbone.
Kirchner connaît des tensions avec les enseignants de sa propre province, la presse argentine et avec l'Église. Il est accusé de vouloir, tout comme dans la province de Santa Cruz, contrôler la presse à travers la publicité (achat d'espaces par des fonds publics)[réf. nécessaire]. Quant à l'Église, elle lui reproche d'avoir tenté de changer l'évêque militaire, Antonio Baseotto, après les violentes déclarations faites par celui-ci contre un ministre du gouvernement qui avait proposé de dépénaliser l'avortement.
The Guardian compare la politique économique menée par Nestor Kirchner à celle de Franklin Roosevelt lors de la Grande Dépression. Pour le quotidien britannique, le président argentin a réussi à reprendre en main une économie en déroute (21 % de chômage, une moitié de la population sous le seuil de pauvreté et un recul de 20 % du PIB) en rejetant les injonctions du FMI et des créanciers. Une politique économique qui a permis à l'Argentine d'avancer sur une croissance moyenne de 8 % par an et de sortir 11 millions de personnes de la pauvreté.

### Politique internationale

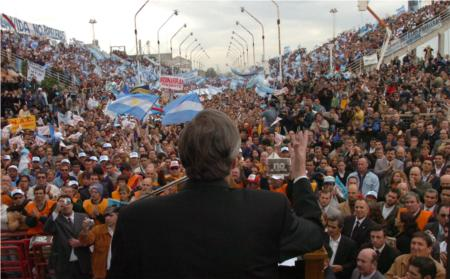
Le président Kirchner lors d'une manifestation à Gualeguaychú contre la construction de papeteries sur la rive uruguayenne du Rio Uruguay (Guerre du papier).

Sur le plan des relations avec les pays voisins, il tente le renforcement de l'intégration latino-américaine, principalement avec le Mercosur (Brésil, Argentine, Paraguay et Uruguay), qui accueille en 2006 le Venezuela comme nouveau membre permanent. De nombreux heurts opposent l'Argentine à l'Uruguay à propos de la construction d'une usine dans l'estuaire du Río de la Plata (« guerre du papier »). Les Argentins s'opposent à cette construction, jugée polluante, alors même qu'en Argentine des enfants naissent handicapés à cause de la pollution de certains fleuves. De même les relations avec le Chili se tendent, lorsque l'Argentine refuse d'honorer ses contrats de livraison de gaz pour approvisionner le marché local. D'un autre côté, Kirchner relance, en coopération avec le Brésil, le programme nucléaire argentin, annonce faite en août 2006, tandis que des grands travaux sont aussi annoncés (dont la liaison ferroviaire à grande vitesse Buenos Aires-Rosario-Córdoba).
Il est, l’année de sa prise de fonction, l’un des deux signataires du consensus de Buenos Aires (une doctrine visant à contrer le néolibéralisme en Amérique latine, revendiquant un « droit au développement ».

### Politique des droits de l'homme
La politique de Kirchner dans le domaine des droits de l'homme contribue aussi à sa popularité. En 2004, il ordonne à l'armée de retirer les portraits de Videla et de Reynaldo Bignone des murs du Collège militaire. Le même jour, il prononce un discours à l'ESMA, l'un des centres clandestin de détention de la dictature, et demande officiellement, pour la première fois, et au nom de l'État, le pardon aux victimes de la dictature.
La même année, il promulgue un décret qui subordonne toute décision de non-extradition de personnes soupçonnées de violations des droits de l'homme sous la dictature militaire (1976-1983) à l'engagement, en Argentine, de poursuites judiciaires. Par ailleurs, il nomme en juin 2004 Esteban Righi, l'ancien ministre de l'Intérieur d'Héctor Cámpora (mai-juillet 1973), procureur de la Nation. En 2005, la Cour suprême décrète anti-constitutionnelle les lois d'amnistie (« loi du Point final » et de l'« Obéissance due ») passées sous Raúl Alfonsín (1986 et 1987) ainsi que plusieurs amnisties individuelles décrétées par Carlos Menem. Ce processus, qui bénéficie non seulement de l'arrivée de la gauche au pouvoir, mais aussi des contre-coups de l'affaire Pinochet, ouvre la voie à de nombreux procès, dont ceux des responsables du massacre de Trelew de 1972 ou ceux du général Antonio Domingo Bussi (voir Poursuites judiciaires en Argentine contre les crimes commis lors de la dictature).

### Politique sociale
L’Argentine a entamé un processus de reconstruction des fondements de l'État social, à travers l’instauration d’une allocation universelle pour les enfants, de l'extension du système de retraite et de la garantie de gratuité des secteurs publics (santé, éducation).
En janvier 2006, le gouvernement annonce amorcer une revalorisation progressive du budget de l'éducation afin de l'élever à 6 % du PIB en 2010. Ces nouveaux financements devant permettre d’éliminer l’analphabétisme et de généraliser la scolarisation des enfants en écoles maternelles.
En politique sanitaire, l'UNICEF relève les efforts entrepris par les pouvoirs publics dans le combat contre la mortalité infantile. Des années 1990 à 2007, le taux de mortalité infantile aurait en effet été réduit de près de moitié. Par ailleurs, l’État prend en charge l'intégralité des coûts de traitements pour les personnes atteintes du SIDA et favorise la distribution de moyens de contraceptions (l’avortement est illégal en Argentine).

## Après la présidence

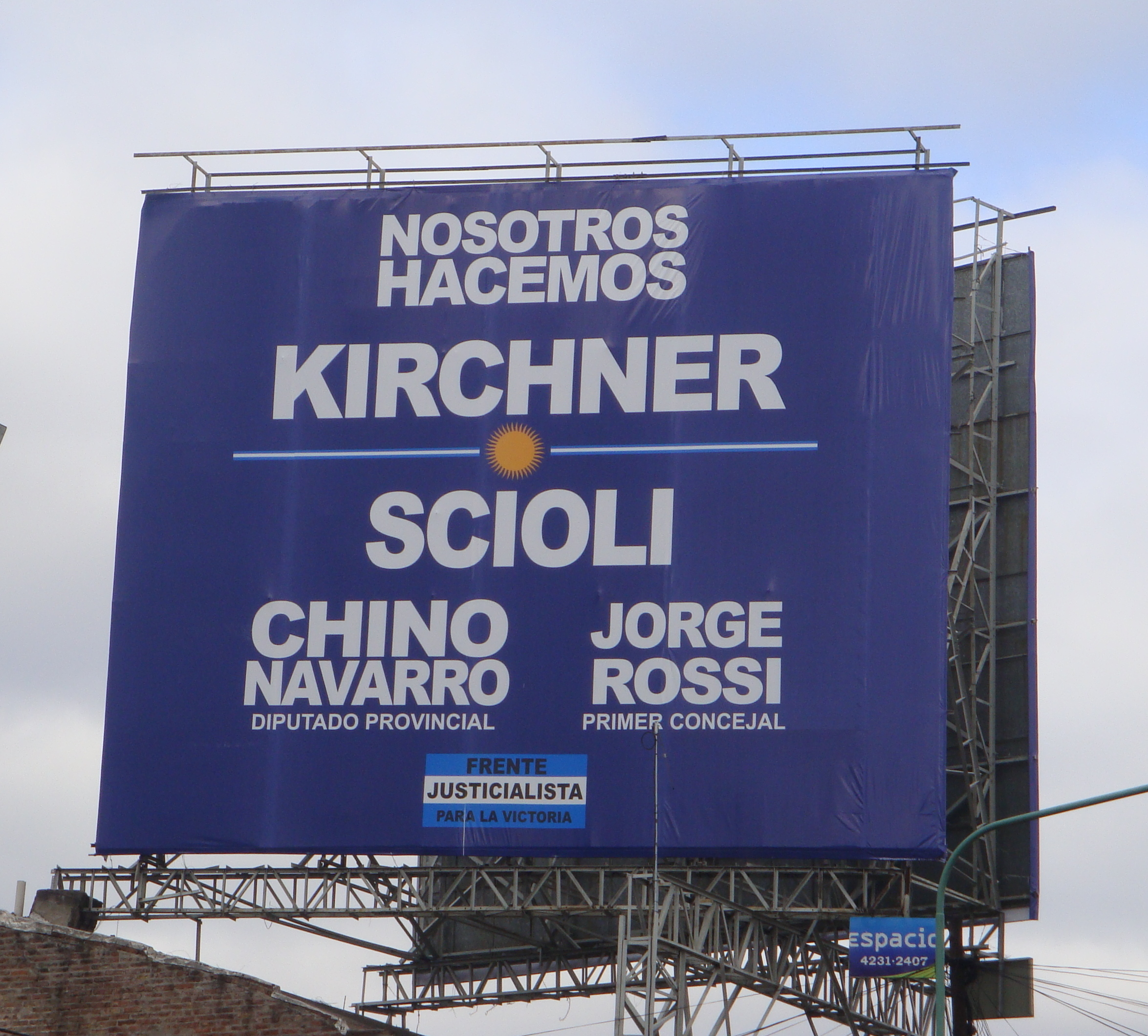
Affiche électorale pour la liste du FPV à Lomas de Zamora lors des élections générales de juin 2009, menée par Néstor Kirchner et Daniel Scioli.

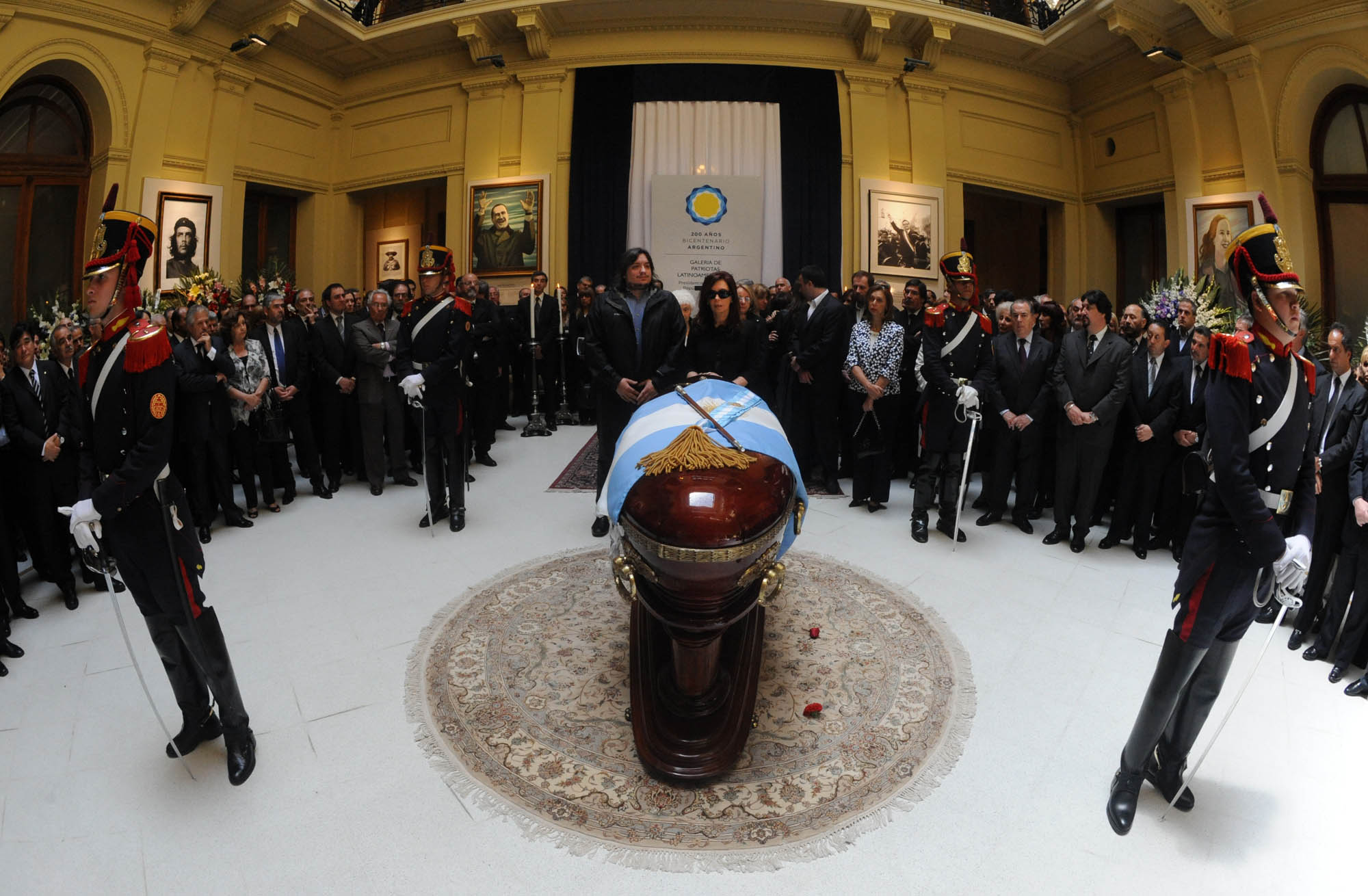
Cristina Fernández de Kirchner et son fils Máximo veillent sur le cercueil de Néstor Kirchner dans le salon des patriotes latino-américains de la Casa Rosada, le 28 octobre 2010.

Son mandat présidentiel prend fin le 10 décembre 2007, après l'élection par suffrage universel de sa femme Cristina Fernández de Kirchner, candidate par le Front pour la victoire. Il reste néanmoins très actif en politique, devenant président du Parti justicialiste en 2008, où il fonde un secrétariat à la jeunesse dirigé par Juan Cabandié, l'un des bébés kidnappés lors de la dictature militaire.
Après le faible score justicialiste aux élections générales de juin 2009, Néstor Kirchner propose sa démission de la présidence du parti, qui est refusée le 10 novembre 2009 par le Conseil national justicialiste.
Sur le plan international, il prend part à la délégation internationale menée par le président vénézuélien Hugo Chávez pour la libération de certains otages des FARC de Colombie, en décembre 2007. Par ailleurs, il soutient ouvertement durant sa campagne José Mujica, l'ancien guérillero tupamaro uruguayen, quitte à amener ce dernier à préciser que le choix revient au peuple uruguayen, et à lui seul ; Mujica est élu président lors des élections générales de 2009.
Il est nommé au poste de secrétaire général de l'UNASUR Union des nations sud-américaines le 4 mai 2010.

## Mort

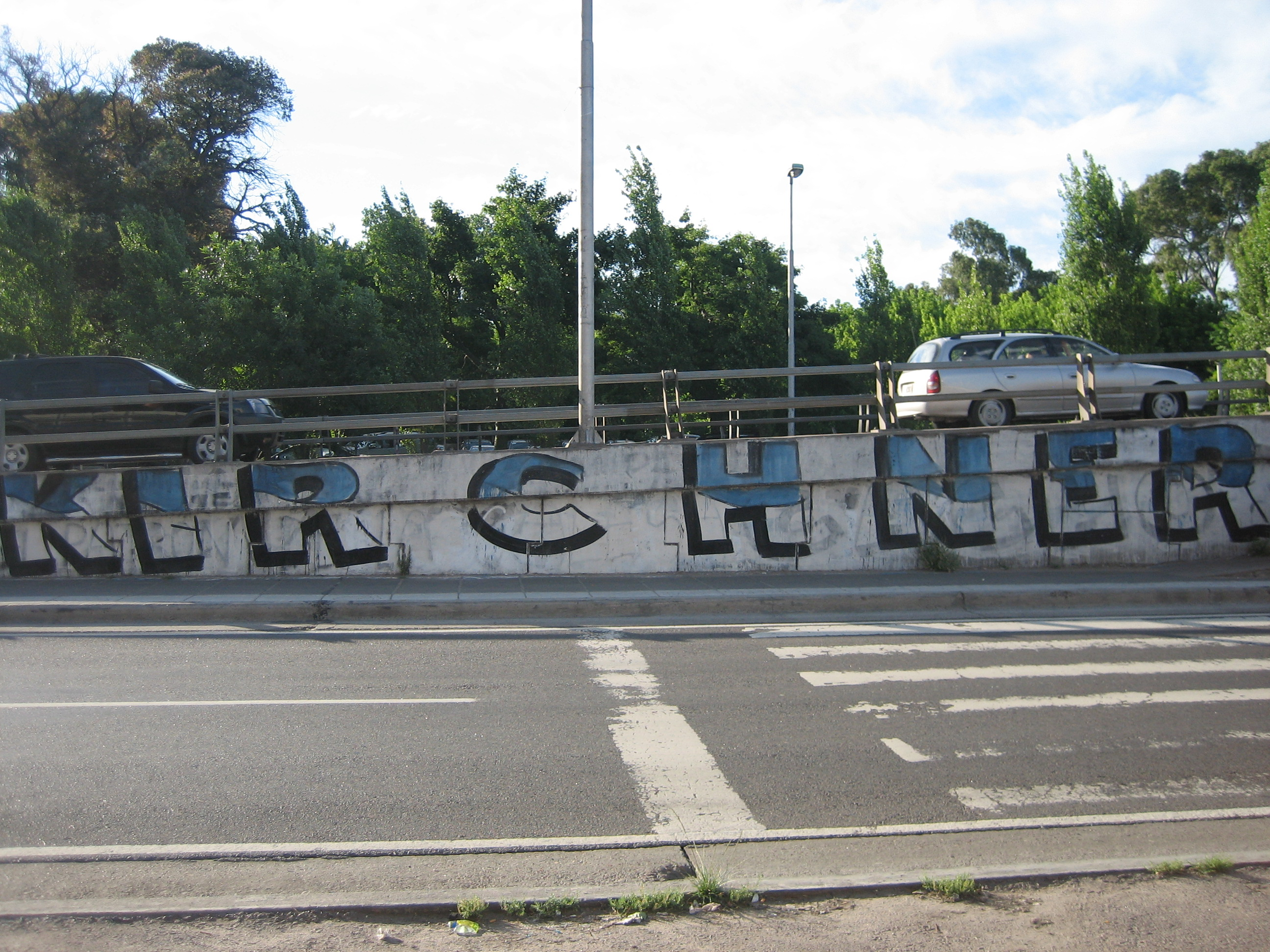
Murale pour Nestor Kirchner à Buenos Aires

En 2010, il est opéré à deux reprises pour des problèmes cardiaques, alors qu'il est pressenti pour briguer la présidence de la Nation en 2011. Hospitalisé d'urgence à El Calafate, il meurt le 27 octobre 2010 des suites d'une crise cardiaque. Pour le journaliste Rosendo Fraga, sa disparition « donne l'impression que c'est le président qui a disparu », puisque Néstor Kirchner gouvernait en tandem avec son épouse selon les analystes. Après une veillée funèbre à Buenos Aires, il est inhumé au cimetière de Rio Gallegos, sa ville natale.